# Eusthenica megalaucha
Eusthenica megalaucha är en fjärilsart som beskrevs av Turner 1916. Eusthenica megalaucha ingår i släktet Eusthenica och familjen gnuggmalar. Inga underarter finns listade i Catalogue of Life.